# Granat Eurometal EMZ
EMZ – współczesny, holenderski granat uniwersalny. Granat posiada korpus z tworzywa sztucznego z zatopionymi odłamkami prefabrykowanymi mającymi postać kulek wykonanych ze stali.